# Sophia Ali
Sophia Taylor Ramseyer Ali (San Diego, 1995. november 7. –) amerikai színésznő. Leginkább az MTV romantikus vígjátéksorozatában, a Simlis spinék-ben, az ABC orvosi drámasorozatában, A Grace klinikában és A vadak-ban játszott szerepeiről ismert.

## Élete
Ali a kaliforniai San Diegóban született  Asim Ali és Brooke (születési nevén Ramseyer) gyermekeként. Apja pakisztáni származású, míg anyja európai.[forrás?]

## Pályafutása
Karrierje 2003-ban kezdődött, amikor a K Street című sorozatban szerepelt. Később több televíziós sorozatban és filmben kapott szerepet.
2017-ben megkapta Dr. Dahlia Qadri szerepét A Grace klinika című sorozatban. Szerepelt a 2018-as Felelsz vagy mersz című thrillerben is. Ő alakította Chloe Frazer karakterét a 2022-es Uncharted című filmben. Habár a film megosztotta a kritikusokat, Ali játéka pozitív visszajelzéseket kapott.

## Filmográfia

### Film
| Év   | Magyar cím          | Eredeti cím                   | Szerep                 | Magyar hang     |
| ---- | ------------------- | ----------------------------- | ---------------------- | --------------- |
| 2007 | A titokzatos idegen | Missionary Man                | amerikai indián gyerek |                 |
| 2008 | Esélyekkel szemben  | The Longshots                 | lány                   |                 |
| 2015 | Sétáló agyhalottak  | The Walking Deceased          | Brooklyn               | Tamási Nikolett |
| 2016 |                     | Everybody Wants Some!!        | Beverly szobatársa     |                 |
| 2016 |                     | Mono                          | Brooke                 |                 |
| 2017 |                     | Bad Kids of Crestview Academy | Faith Jackson          |                 |
| 2018 | Felelsz vagy mersz  | Truth or Dare                 | Penelope Amari         | Mórocz Adrienn  |
| 2021 |                     | India Sweets and Spices       | Alia Kapur             |                 |
| 2022 | Uncharted           | Uncharted                     | Chloe Frazer           | Mikecz Estilla  |

### Televízió
| Év        | Magyar cím              | Eredeti cím            | Szerep           | Megjegyzések                              |
| --------- | ----------------------- | ---------------------- | ---------------- | ----------------------------------------- |
| 2006      | Barney és barátai       | Barney & Friends       | önmaga           | visszatérő szerep 3 epizód és rövidfilmek |
| 2010      | Indul a risza!          | Shake It Up            | Tasha            | 1 epizód                                  |
| 2011      | CSI: Miami helyszínelők | CSI: Miami             | Samantha Downey  | 1 epizód                                  |
| 2012      | Melissa & Joey          | Melissa & Joey         | Scarlett         | 1 epizód                                  |
| 2014      | Tyrant – A vér kötelez  | Tyrant                 | Samira Nadal     | 1 epizód                                  |
| 2016      | Simlis spinék           | Faking It              | Sabrina          | visszatérő szerep (5 epizód)              |
| 2016      |                         | The Disappearing Girl  | Leone            | websorozat (2 epizód)                     |
| 2017      |                         | The Mindy Project      | Parvati          | 1 epizód                                  |
| 2017–2019 | A Grace klinika         | Grey's Anatomy         | Dr. Dahlia Qadri | visszatérő szerep (27 epizód)             |
| 2018      | Mick kell a gyereknek!  | The Mick               | Alexis           | 1 epizód                                  |
| 2018      |                         | Famous in Love         | Joanie           | 4 epizód                                  |
| 2018      |                         | Grey's Anatomy: B-Team | Dr. Dahlia Qadri | websorozat (3 epizód)                     |
| 2020–2022 | A vadak                 | The Wilds              | Fatin Jadmani    | főszereplő                                |
| 2024      | Chicago Med             | Chicago Med            | Dr. Zola Ahmad   | visszatérő szerep                         |

### Videóklipek
| Év   | Előadó                 | Cím    |
| ---- | ---------------------- | ------ |
| 2018 | Drake Bell             | Honest |
| 2019 | Kygo és Chelsea Cutler | Not Ok |